# Třída Drache
Třída Drache byla třída pancéřových fregat třetí třídy Rakousko-uherského námořnictva. Patřily mezi první obrněná plavidla Rakousko-uherského námořnictva. Celkem byly postaveny dvě jednotky této třídy. Obě se účastnily bitvy u Visu. Ve službě byly v letech 1862–1883. 

## Stavba

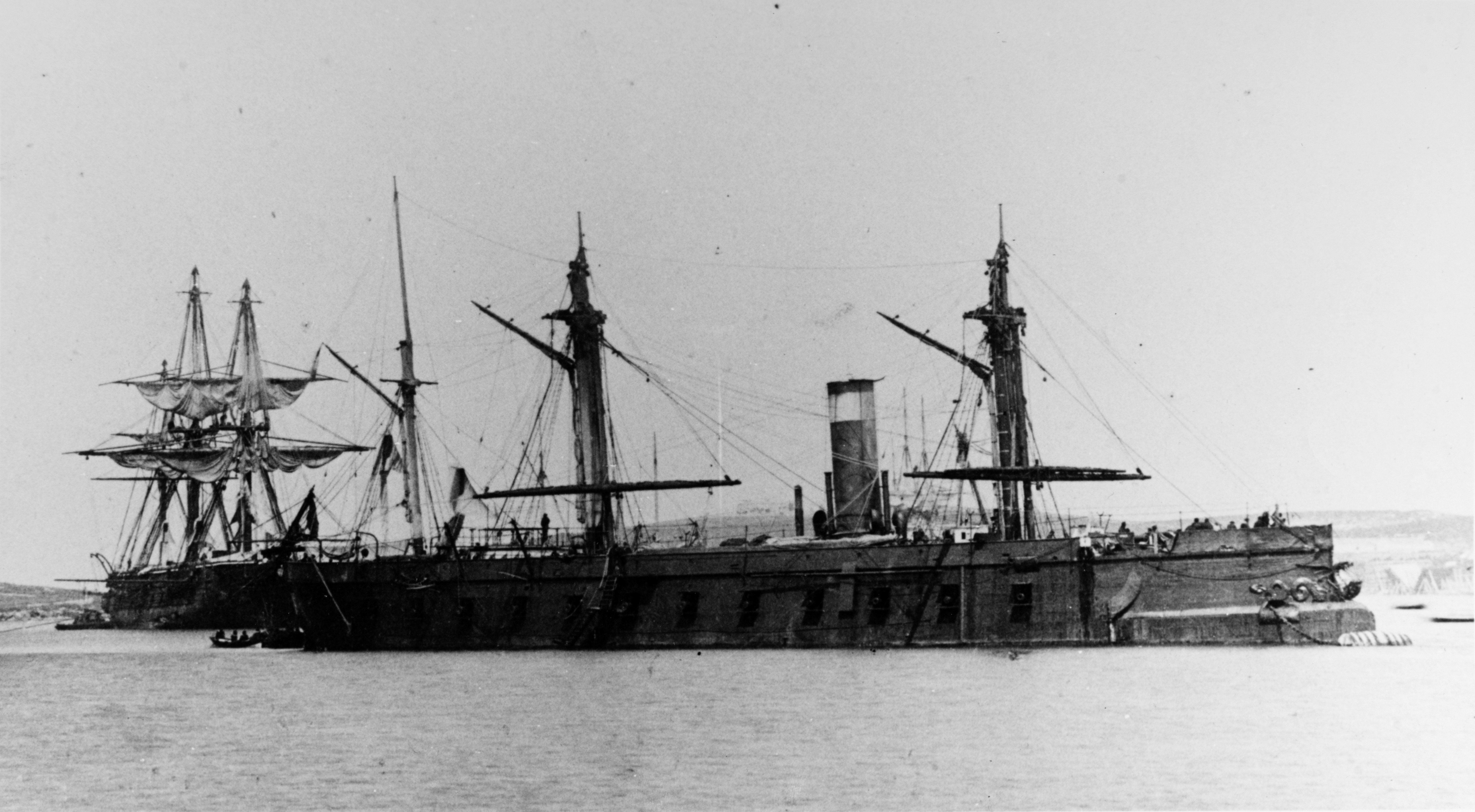
Drache

Plavidla navrhl konstruktér Josef von Romako. Celkem byly postaveny dvě jednotky této třídy. Stavbu provedla v letech 1861–1862 loděnice Stabilimento Tecnico Triestino v Terstu.
Jednotky třídy Drache:
| Jméno      | Loděnice | Založení kýlu | Spuštěna       | Vstup do služby | Stav                                                                                 |
| ---------- | -------- | ------------- | -------------- | --------------- | ------------------------------------------------------------------------------------ |
| Drache     | STT      | únor 1861     | 9. září 1861   | listopad 1862   | Vyřazena 1875, sešrotována 1883.                                                     |
| Salamander | STT      | únor 1861     | 22. srpna 1861 | květen 1862     | Vyřazena 1883. Využívána jako plovoucí sklad munice. Sešrotována v letech 1895–1896. |

## Konstrukce

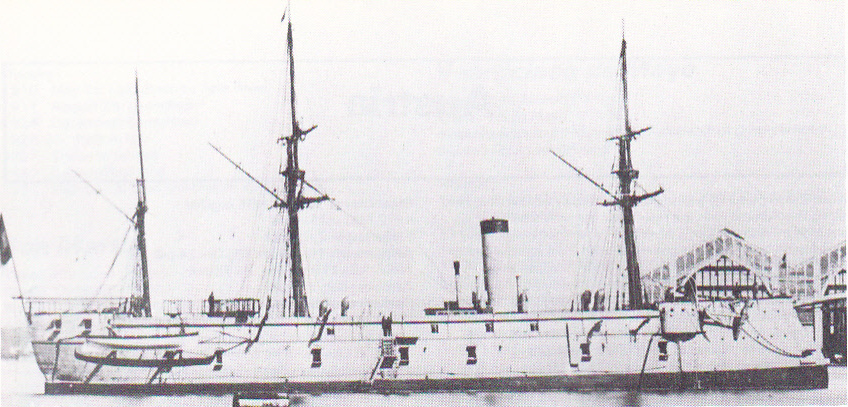
Drache

Plavidla měla dřevěný trup chráněný 115mm pancéřovými pláty. Výzbroj představovalo osmnáct 24liberních kanónů a deset 48liberních kanónů, které byly umístěny v bočních bateriích. Pohonný systém tvořil jeden nízkotlaký dvouválcový horizontální parní stroj (o výkonu 1842 ihp), roztáčející jeden lodní šroub. Doplňovaly jej plachty. Nejvyšší rychlost dosahovala 11 uzlů.

### Modernizace
Drache byla v 1869–1872 přezbrojena deseti 178mm kanóny Armstrong a dvěma bronzovými 51mm kanóny. Plocha plachet byla zvětšena na 1019 m2. Salamander byl modernizován a přezbrojen v letech 1869–1870.